# Jean Bêché

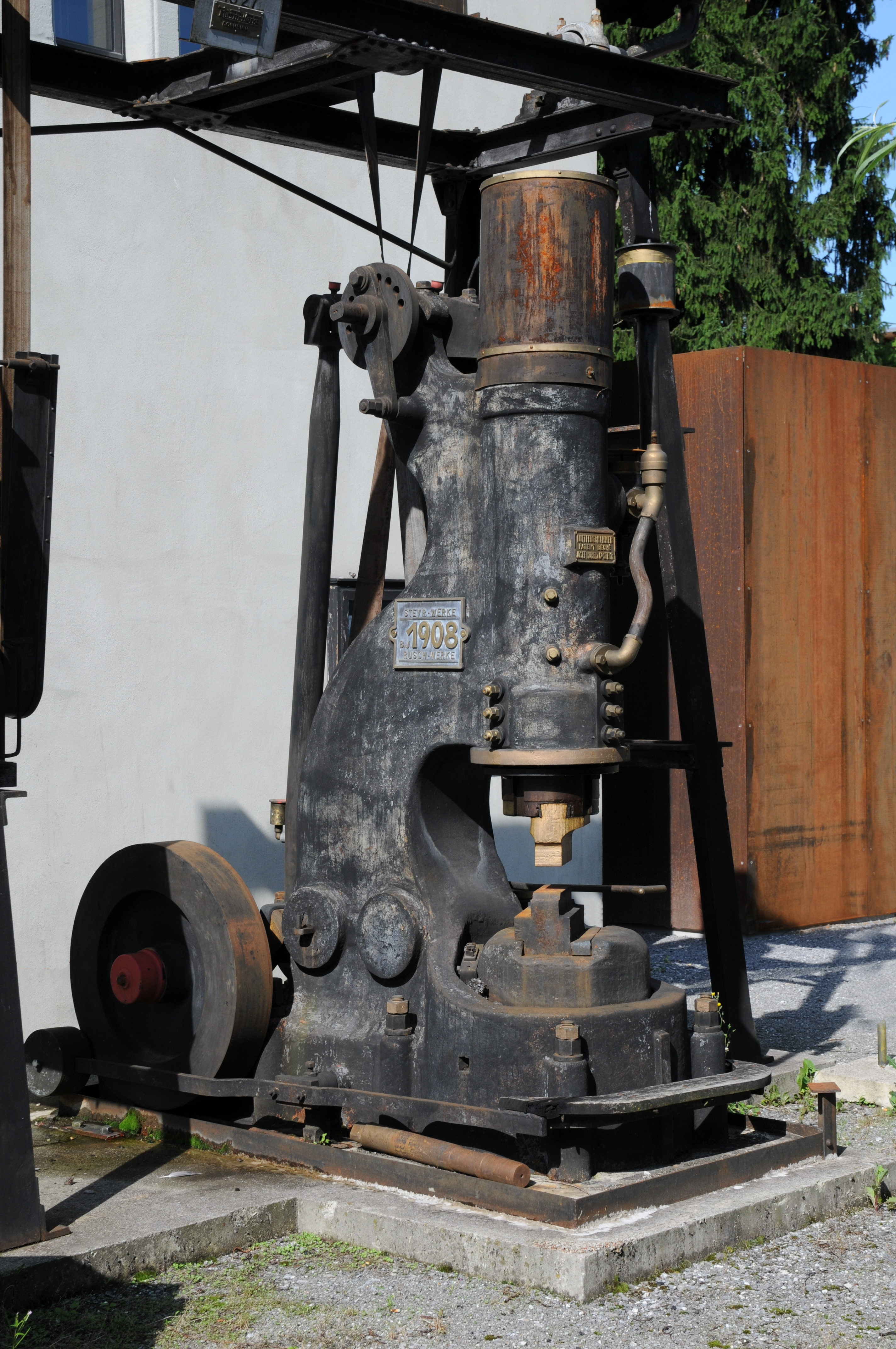
Transmissionsbetriebener Luftfederhammer Bêché, 1908

Jean Bêché jr. (* 1855 in Hückeswagen; † 1917 ebenda) war ein deutscher Maschinenbauingenieur, Erfinder und Fabrikant.

## Leben
Jean Bêché Junior war der Sohn des Maschinenfabrikanten Jean Bêché sen. in Hückeswagen. Er studierte an der Königlichen Polytechnischen Schule Aachen Maschinenbau. Jean Bêché und Peter Johann Grohs hatten 1867 das Unternehmen Bêché & Grohs gegründet.
1881 trat er in die Firma seines Vaters und seines Onkels Peter Grohs, in die Maschinenfabrik Bêché & Grohs ein, die sich auf die Herstellung kleinerer Maschinen, Maschinen für die Textilindustrie und Regulatoren für Wasserräder spezialisiert hatte. Im gleichen Jahr wurde er Mitglied des Vereins der Maschinentechniker, des späteren Corps Marko-Guestphalia Aachen.

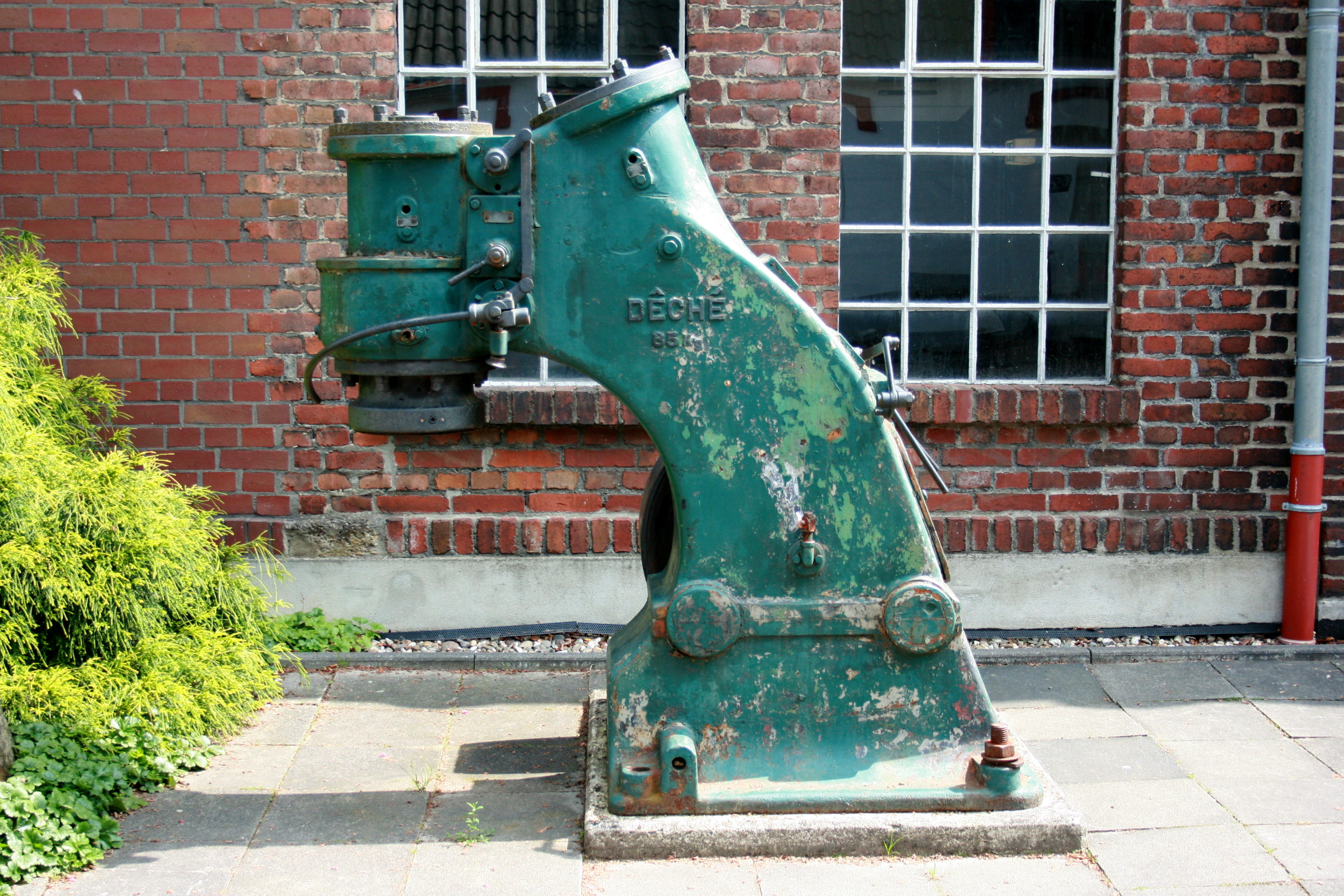
Reste eines Breithammers im Industriemuseum Freudenthaler Sensenhammer

Er wurde 1890 Teilhaber des Unternehmens. Mit seinen Erfindungen gelang es Bêché Junior, die Entwicklung der Fabrik entscheidend zu beeinflussen. Für die unter amerikanischer Lizenz 1877 ins Produktionsprogramm aufgenommenen Turbinen entwickelte er 1882 ein verbessertes Regelungssystem, das er patentieren ließ. Weitere Erfindungen waren Lufthämmer (D.R.P. Nr. 149422), Feilenhämmer, Feilenhobelmaschinen und Spreng-Ringeinwalzmaschinen, aber auch Radialturbinen-Regelungen (D. R. P. Nr. 103096).
Als Fabrikant gelang es ihm, die Firma zum bedeutendsten Unternehmen der Eisenindustrie in Hückeswagen auszubauen. 1888 errichtete er eine Gießerei und nahm in den folgenden Jahren die von ihm entwickelten Maschinen in das Produktionsprogramm auf. Speziell mit den als Bêché-Hämmern bezeichneten Lufthämmern nahm das Unternehmen eine führende Position auf dem Weltmarkt ein.
Das Unternehmen Bêché & Grohs meldete bis in die 1990er Jahre zahlreiche Patente an. 1999 wurde es von der Firma Müller Weingarten AG übernommen. Seit 2013 zur Andritz AG.
Eine Darstellung und Beschreibung der Bêché-Hämmer findet sich im Lexikon der gesamten Technik und ihrer Hilfswissenschaften von 1908.